# Őslakos népek zászlóinak képtára
Ez a galéria őslakos népek zászlóit mutatja be.

## Afrika

Maszájok

## Amerika

Arapaho Nemzet (USA)
Cseroki Nemzet (USA)
Észak-Sájenek (USA)
Haudenosaunee (USA és Kanada)
Mapucsék (Argentína és Chile)
Sac és Fox Nemzet (USA)

## Ázsia

Asszírok (Irán, Irak, Szíria, Törökország)
Chagosok (Brit Indiai-óceáni Terület, Mauritius)
Kurdok (Irán, Irak, Törökország)
Hmongok (Délkelet-Ázsia)

## Európa

Baszkok (Spanyolország, Franciaország)
Lappok (Svédország, Norvégia, Finnország, Oroszország)
Szorbok (Kelet-Németország)
Székelyek (Erdély, Románia, Magyarország, Szerbia)
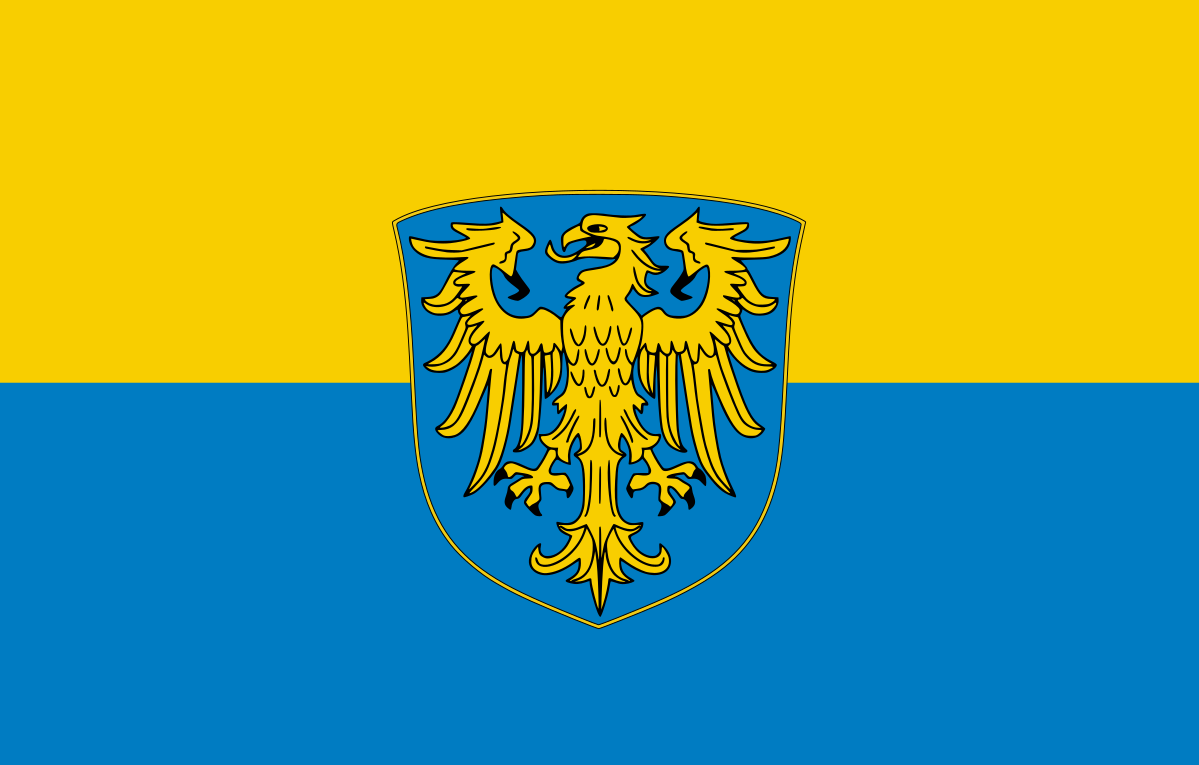
Szilézia (Lengyelország)

## Óceánia

Maorik (Új-Zéland)
Kanakok (Új-Kaledónia)